# 納富貞嘉
納富 貞嘉（のうとみ　さだよし、1978年8月11日 - ）は、福岡県出身の日本の実業家。インターネットWebサービスを提供する株式会社fusic（フュージック）の創業者。SaaS型クラウドサービスである360度評価支援システム立ち上げた。

## 来歴
福岡県福岡市出身。小学校から大学まで福岡市に通学し、福岡市内から住民票を移したことがない。大学院在学中に現副社長の浜崎と起業する。
2023年3月末に、Fusicは東京証券取引所グロース市場および福岡証券取引所Qボードへ上場を果たした。